# Iván Bolado
Iván Bolado Palacios (Santander, 1989. július 3. –) spanyol születésű egyenlítői-guineai válogatott labdarúgó, a Pune City játékosa.
Az egyenlítői-guineai válogatott tagjaként részt vett a 2012-es afrikai nemzetek kupáján.

## Sikerei, díjai
Spanyolország U20
- Mediterrán játékok győztes (1): 2009